# Стадион Јан Брејдел
Стадион Јан Брејдел (хол. Jan Breydelstadion) је вишенаменски стадион у Синт Андрију, Бриж, Белгија. Стадион који је у власништву града је домаћи стадион два врхунска фудбалска клуба, Клуб Бриж и Серкл Бриж. 
Користи се углавном за фудбалске утакмице, где цене улазница се крећу између 5 и 60 евра по месту по утакмици. Стадион је изграђен 1975. године. Тренутно има 29.042 седишта. Назван је по Јану Брејделу, покретачу Јутрења у Брижу, побуне која је довела до битке код Златних мамза. Пре 1999. године и Европског првенства 2000. стадион је био познат као Олимпијастадион [Olympiastadion], холандски олимпијски стадион и имао је 18.000 места. Током децембра 2015. године терен је обновљен италијанском хибридном травом (мешавина природне и вештачке траве) под називом Микто.

## Утакмице ЕП 2000.
| Датум         | Екипа бр. 1 | Рез   | Екипа бр. 2 | Фаза         |
| ------------- | ----------- | ----- | ----------- | ------------ |
| 11. јун 2000. | Француска   | 3 : 0 | Данска      | Група Д      |
| 16. јун 2000. | Чешка       | 1 : 2 | Француска   | Група Д      |
| 21. јун 2000. | Југославија | 3 : 4 | Шпанија     | Група Ц      |
| 25. јун 2000. | Шпанија     | 1 : 2 | Француска   | Четвртфинале |